# Dives-sur-Mer

Dives-sur-Mer este o comună în departamentul Calvados, Franța. În 1 ianuarie 2022 avea o populație de 5.129 de locuitori.